# Corticaria serrata
Corticaria serrata là một loài bọ cánh cứng trong họ Latridiidae. Loài này được Paykull miêu tả khoa học năm 1798.